# Gherson
Gherson (in ebraico גֵּרְשֹׁם בן-מֹשֶׁה Gērəšōm ben Móše) è il nome d'un personaggio della Bibbia, figlio primogenito di Mosè e Sefora.
Nato in terra di Madian, quando il padre fuggì dall'Egitto, venne chiamato Gherson proprio a sottolineare l'esilio paterno: il nome Gherson viene tradizionalmente interpretato infatti come "straniero". Di lui parla il libro dell'Esodo, durante l'episodio della malattia di Mosè. Quando il profeta venne colpito da un grave male, poiché non circonciso, la moglie Sefora eseguì su Gherson l'operazione rituale e dopo pose sul pene di Mosè il prepuzio del figlio, simulando la circoncisione per salvarlo dalla collera divina.
Si parla ancora di Gherson nel libro dei Giudici, dove si cita suo figlio Gionata e si fa riferimento alla discendenza levitica di un sacerdote idolatra; si può notare, a seconda della versione biblica, come a Gherson sia attribuito come padre Mosè oppure Manasse - un re empio, citato ad esempio in 2Re21. Come notano gli esegeti dell'interconfessionale Bibbia TOB - concordemente con quelli della Bibbia di Gerusalemme e quelli della Bibbia Edizioni Paoline - la versione ebraica "legge Manasse, però con una n sospesa, posta cioè al di sopra della linea del testo. Offesi dall'idea che un sacerdote idolatra potesse discendere da Mosè, alcuni copisti hanno introdotto una n per suggerire la lettura Manasse (re empio, cf 2Re21) piuttosto che Mosè".